# Dyops interrupta
Dyops interrupta är en fjärilsart som beskrevs av Jan Sepp 1848. Dyops interrupta ingår i släktet Dyops och familjen nattflyn. Inga underarter finns listade i Catalogue of Life.